# Meall Chuaich
Meall Chuaich är ett berg i Storbritannien.   Det ligger i kommunen Highland och riksdelen Skottland, i den norra delen av landet, 700 km norr om huvudstaden London. Toppen på Meall Chuaich är 951 meter över havet.
Terrängen runt Meall Chuaich är huvudsakligen kuperad.  Trakten runt Meall Chuaich är nära nog obefolkad, med mindre än två invånare per kvadratkilometer. Närmaste större samhälle är Kingussie, 13,4 km norr om Meall Chuaich. Omgivningarna runt Meall Chuaich är i huvudsak ett öppet busklandskap.